# Jeremy Irons
Jeremy John Irons (Cowes, isla de Wight, 19 de septiembre de 1948) es un actor británico ganador de los premios Tony, Óscar, Globo de Oro, SAG y Emmy. Es famoso, principalmente, por sus interpretaciones en proyectos para la televisión y el cine tales como Retorno a Brideshead, La misión, El hombre de la máscara de hierro, La casa de los espíritus, The French Lieutenant's Woman, El mercader de Venecia, El rey león, Die Hard with a Vengeance, Reversal of Fortune y la serie de televisión The Borgias.
En 1994 fue la voz del personaje de Scar en la película animada El rey león, en 1997 trabaja en la nueva versión de Lolita interpretando a Humbert Humbert. Dentro del mundo de DC Comics ha interpretado en el cine al personaje de Alfred Pennyworth, en las películas de Batman v Superman: Dawn of Justice y Liga de la Justicia de Zack Snyder. Mientras que en la televisión de HBO interpretó al villano Ozymandias 
en la serie de Watchmen. 
El 17 de octubre de 2011, fue nombrado embajador de Buena Voluntad de la Organización de las Naciones Unidas para la Alimentación y la Agricultura (FAO).

## Biografía
Empezó su carrera artística tras haber estudiado actuación en el Bristol Old Vic Theatre School para luego trasladarse a Londres. Tras varias apariciones en la televisión británica, su debut en el cine se dio en 1980 en Nijinsky. El papel que lo llevó a la fama fue el de Charles Ryder en la adaptación televisiva de la novela inglesa de Evelyn Waugh Retorno a Brideshead en 1981.
En 1984 Irons gana un Premio Tony por su interpretación en Broadway con Glenn Close en The Real Thing. En 1990 ganó la estatuilla de la Academia por su actuación en Reversal of Fortune. Fue la voz de Scar en El rey león y rechazó el papel de Hannibal Lecter en The Silence of the Lambs.
Está casado con la actriz irlandesa Sinéad Cusack y es el padre de dos hijos, el fotógrafo Samuel Irons, nacido en 1978 y el actor Max Irons, nacido en 1985.

## Carrera
Irons comenzó su carrera en el mundo del teatro, en simultáneo con varias apariciones y participaciones en películas para la televisión, debutando en dicho medio en 1980 con la película Ninjiski y saltando en 1981 a la fama con la serie Retorno a Brideshead. Luego, trabajó en la obra de teatro presentada en BroadwayThe Real Thing, junto a Glenn Close, interpretación que le valió el Premio Tony. Posteriormente asume el rol de Claus von Bullow en el drama Reversal of Fortune, de nuevo junto con Glenn Close, interpretación aclamada por la crítica que le permitió ganar el Óscar y consolidarse así como una estrella en el cine.
Participaciones en películas del calibre de M. Butterfly, The French Lieutenant's Woman, Die Hard with a Vengeance y El hombre de la máscara de hierro, en las cuales trabajó con John Lone, Meryl Streep, Bruce Willis, John Malkovich, Gerard Depardieu y Leonardo DiCaprio, respectivamente, ayudaron a solidificar su carrera.
Otro de sus papeles más destacados fue el del Padre Gabriel en el drama histórico La misión (1986), de Roland Joffé, y donde Irons compartió protagonismo con Robert De Niro.
Participó en la serie para la televisión de Showtime The Borgias, haciendo las veces del Papa Alejandro VI, líder y patriarca de la poderosa y sombría familia. La serie fue catalogada como un éxito a nivel internacional en recepción y crítica.
En junio de 2018 se confirmó el papel de Irons en Watchmen, serie de HBO que supone una adaptación-secuela del famoso cómic. En la serie Irons interpreta a Adrian Veidt, alias Ozymandias.

## Canto
También es dueño de una buena voz de bajo-barítono y ha cultivado el canto.
En 1987, junto a la cantante Kiri Te Kanawa y Warren Mitchell, participó en un homenaje a las canciones de Mi bella dama, que había protagonizado la actriz Audrey Hepburn. Allí cantó las canciones de Rex Harrison. El concierto se hizo en el Royal Albert Hall con la participación de la Orquesta Sinfónica de Londres, dirigida por John Mauceri.
El público les dio una ovación de varios minutos.

## Cine
| Año  | Título                             | Rol                            | Director                    |
| ---- | ---------------------------------- | ------------------------------ | --------------------------- |
| 1980 | Nijinsky                           | Mikhail Fokine                 | Herbert Ross                |
| 1981 | The French Lieutenant's Woman      | Charles Henry Smithson/Mike    | Karel Reisz                 |
| 1982 | Trabajo clandestino                | Nowak                          | Jerzy Skolimowski           |
| 1983 | Betrayal                           | Jerry                          | David Jones                 |
| 1984 | The Wild Duck                      | Harold                         | Henri Safran                |
| 1984 | Swann in Love                      | Charles Swann                  | Volker Schlöndorff          |
| 1986 | La misión                          | Padre Gabriel                  | Roland Joffé                |
| 1988 | Dead Ringers                       | Beverly Mantle / Elliot Mantle | David Cronenberg            |
| 1989 | A Chorus of Disapproval            | Guy Jones                      | Michael Winner              |
| 1989 | Australia                          | Edouard Pierson                | Jean-Jacques Andrien        |
| 1989 | Danny, the Champion of the World   | William Smith                  | Gavin Millar                |
| 1990 | Reversal of Fortune                | Claus von Bülow                | Barbet Schroeder            |
| 1991 | The Beggar's Opera                 | Prisionero                     | Jirí Menzel                 |
| 1991 | Kafka                              | Kafka                          | Steven Soderbergh           |
| 1992 | Waterland                          | Tom Crick                      | Stephen Gyllenhaal          |
| 1992 | Damage                             | Dr. Stephen Fleming            | Louis Malle                 |
| 1993 | M. Butterfly                       | René Gallimard                 | David Cronenberg            |
| 1993 | La casa de los espíritus           | Esteban Trueba                 | Bille August                |
| 1994 | El rey león                        | Scar (voz)                     | Roger Allers Rob Minkoff    |
| 1995 | Die Hard with a Vengeance          | Simon Gruber                   | John McTiernan              |
| 1996 | Belleza robada                     | Alex                           | Bernardo Bertolucci         |
| 1997 | La caja china                      | John                           | Wayne Wang                  |
| 1997 | Lolita                             | Humbert Humbert                | Adrian Lyne                 |
| 1998 | El hombre de la máscara de hierro  | Aramis                         | Randall Wallace             |
| 1999 | Faeries                            | El Cambiaformas (voz)          | Gary Hurst                  |
| 2000 | Dungeons & Dragons                 | Profion                        | Courtney Solomon            |
| 2001 | El cuarto ángel                    | Jack Elgin                     | John Irvin                  |
| 2002 | Callas Forever                     | Larry Kelly                    | Franco Zeffirelli           |
| 2002 | La máquina del tiempo              | The Über-Morlock               | Simon Wells                 |
| 2002 | And Now... Ladies and Gentlemen    | Valentin Valentin              | Claude Lelouch              |
| 2004 | Mathilde                           | Col. De Petris                 | Nina Mimica                 |
| 2004 | El mercader de Venecia             | Antonio                        | Michael Radford             |
| 2004 | Conociendo a Julia                 | Michael Gosselyn               | István Szabó                |
| 2005 | Kingdom of Heaven                  | Tiberias                       | Ridley Scott                |
| 2005 | Casanova                           | Pucci                          | Lasse Hallström             |
| 2006 | Inland Empire                      | Kingsley Stewart               | David Lynch                 |
| 2006 | Eragon                             | Brom                           | Stefen Fangmeier            |
| 2006 | Eye of the Leopard                 | Narrador                       | Dereck Joubert              |
| 2008 | Appaloosa                          | Randall Bragg                  | Ed Harris                   |
| 2009 | La pantera rosa 2                  | Alonso Avellaneda              | Harald Zwart                |
| 2011 | Margin Call                        | John Tuld                      | J. C. Chandor               |
| 2012 | The Words                          | El Hombre Anciano              | Brian Klugman Lee Sternthal |
| 2013 | Night Train to Lisbon              | Raimund Gregorius              | Bille August                |
| 2013 | Hermosas criaturas                 | Macon Ravenwood                | Richard LaGravenese         |
| 2015 | High-Rise                          | Anthony Royal                  | Ben Wheatley                |
| 2015 | El hombre que conocía el infinito  | G. H. Hardy                    | Matthew Brown               |
| 2016 | The Correspondence                 | Ed Phoerum                     | Giuseppe Tornatore          |
| 2016 | El Héroe de Berlín                 | Avery Brundage                 | Stephen Hopkins             |
| 2016 | Batman v Superman: Dawn of Justice | Alfred Pennyworth              | Zack Snyder                 |
| 2016 | Their Finest                       | Secretario de guerra           | Lone Scherfig               |
| 2016 | Assassin's Creed                   | Alan Rikkin                    | Justin Kurzel               |
| 2017 | Birds Like Us                      | Mi (voz)                       | Faruk Šabanović             |
| 2017 | Liga de la Justicia                | Alfred Pennyworth              | Zack Snyder Joss Whedon     |
| 2018 | Red Sparrow                        | Vladimir Korchnoi              | Francis Lawrence            |
| 2018 | Better Start Running               | Garrison                       | Brett Simon                 |
| 2018 | An Actor Prepares                  | Atticus Smith                  | Steve Clark                 |
| 2020 | Love, Weddings & Other Disasters   | Lawrence Phillips              | Dennis Dugan                |
| 2021 | Zack Snyder's Justice League       | Alfred Pennyworth              | Zack Snyder                 |
| 2021 | Múnich en vísperas de una guerra   | Neville Chamberlain            | Christian Schwochow         |
| 2021 | House of Gucci                     | Rodolfo Gucci                  | Ridley Scott                |
| 2023 | The Flash                          | Alfred Pennyworth              | Andy Muschietti             |
| 2024 | The Beekeeper                      | Wallace Westwyld               | David Ayer                  |

### Cortometrajes y documentales
| Año  | Título                                     | Rol                    | Director                       |
| ---- | ------------------------------------------ | ---------------------- | ------------------------------ |
| 1992 | The Timekeeper                             | H.G. Wells             | Jeff Blyth                     |
| 1994 | Spaceship Earth                            | Narrador (3.ª edición) |                                |
| 1994 | Poseidon's Fury: Escape from the Lost City | Poseidon               | Gary Goddard                   |
| 2011 | The Last Lions                             | Narrador               | Dereck Joubert (voz)           |
| 2012 | Trashed                                    | Él mismo               | Candida Brady                  |
| 2023 | Once Upon a Studio                         | Scar                   | Trent Correy Dan Abraham (voz) |

## Televisión
| Año       | Título                                            | Rol                                  | Notes                                          |
| --------- | ------------------------------------------------- | ------------------------------------ | ---------------------------------------------- |
| 1971      | The Rivals of Sherlock Holmes                     | Nephew George                        | Episodio: «The Case of the Mirror of Portugal» |
| 1974      | The Pallisers                                     | Frank Tregear                        | 6 episodios                                    |
| 1974      | Notorious Woman                                   | Franz Liszt                          | 2 episodios                                    |
| 1975      | Churchill's People                                | Samuel Ross                          | Episodio: «Liberty Tree»                       |
| 1977      | Love for Lydia                                    | Alex Sanderson                       | 7 episodios                                    |
| 1978      | BBC2 Play of the Week                             | Otto Beck                            | Episodio: «Langrishe Go Down»                  |
| 1979      | BBC Play of the Month                             | Edward Voysey                        | Episodio: «The Voysey Inheritance»             |
| 1981      | Retorno a Brideshead                              | Charles Ryder                        | 11 episodios                                   |
| 1983      | The Captain's Doll                                | Capitán Alex Hepworth                | Película de televisión                         |
| 1989      | The Dream                                         | El Hombre                            | Cortometraje de televisión                     |
| 1990      | The Civil War                                     | Varios roles                         | Voz 9 episodios                                |
| 1991      | Saturday Night Live                               | Él mismo (presentador)               | Episodio: «Jeremy Irons/Fishbone»              |
| 1992      | Performance                                       | Odon Von Horvath                     | Episodio: «Tales from Hollywood»               |
| 1996      | The Great War and the Shaping of the 20th Century | Siegfried Sassoon                    | Voz 3 episodios                                |
| 2000      | Longitude                                         | Rupert Gould                         | 4 episodios                                    |
| 2001      | The Short Life of Anne Frank                      | Narrador                             | Voz Documental de televisión                   |
| 2002      | Last Call                                         | F. Scott Fitzgerald                  | Película de televisión                         |
| 2003      | Comic Relief 2003: The Big Hair Do                | Severus Snape                        | Especial de televisión                         |
| 2005      | Elizabeth I                                       | Robert Dudley, 1st Earl of Leicester | 2 episodios                                    |
| 2008      | The Colour of Magic                               | Havelock Vetinari                    | 2 episodios                                    |
| 2009      | The Magic 7                                       | Thraxx                               | Voz Película de televisión                     |
| 2009      | Georgia O'Keeffe                                  | Alfred Stieglitz                     | Película de televisión                         |
| 2011      | Law & Order: Special Victims Unit                 | Dr. Cap Jackson                      | 2 episodios                                    |
| 2011-2013 | The Borgias                                       | Rodrigo Borgia                       | 29 episodios                                   |
| 2012      | The Simpsons                                      | Trapo de barra                       | Voz Episodio: "Moe Goes from Rags to Riches"   |
| 2012      | The Hollow Crown                                  | Enrique IV                           | 2 episodios                                    |
| 2013      | Life on Fire                                      | Narrador                             | Voz 6 episodios                                |
| 2019      | Watchmen                                          | Adrian Veidt / Ozymandias            | 8 episodios                                    |
| 2024      | The Count of Monte Cristo                         | Abbé Faria                           | 8 episodios                                    |
| 2024      | The Morning Show                                  | Martin Levy                          |                                                |

## Premios y nominaciones
Premios Óscar
| Año  | Categoría   | Película            | Resultado |
| ---- | ----------- | ------------------- | --------- |
| 1991 | Mejor actor | Reversal of Fortune | Ganador   |

Premios Globo de Oro
| Año  | Categoría                                              | Película             | Resultado |
| ---- | ------------------------------------------------------ | -------------------- | --------- |
| 1983 | Mejor actor de miniserie o telefilme                   | Retorno a Brideshead | Candidato |
| 1987 | Mejor actor - Drama                                    | La misión            | Candidato |
| 1991 | Mejor actor - Drama                                    | Reversal of Fortune  | Ganador   |
| 2006 | Mejor actor de reparto de serie, miniserie o telefilme | Elizabeth I          | Ganador   |
| 2009 | Mejor actor de miniserie o telefilme                   | Georgia O'Keeffe     | Candidato |
| 2011 | Mejor actor de serie de televisión - Drama             | The Borgias          | Candidato |

Premios Primetime Emmy
| Año  | Categoría                                           | Película                                          | Resultado |
| ---- | --------------------------------------------------- | ------------------------------------------------- | --------- |
| 1982 | Mejor actor principal en una miniserie o telefilme  | Retorno a Brideshead                              | Candidato |
| 1997 | Mejor actuación de voz                              | The Great War and the Shaping of the 20th Century | Ganador   |
| 2006 | Mejor actor de reparto en una miniserie o telefilme | Elizabeth I                                       | Ganador   |
| 2014 | Mejor narración                                     | Game of Lions                                     | Ganador   |
| 2020 | Mejor actor principal en una miniserie o telefilme  | Watchmen                                          | Candidato |

Premios Sant Jordi de Cinematografía
| Año  | Categoría       | Resultado |
| ---- | --------------- | --------- |
| 2018 | Premio de honor | Ganador   |

Festival Internacional de Cine de San Sebastián
| Año  | Categoría       | Resultado |
| ---- | --------------- | --------- |
| 1997 | Premio Donostia | Ganadora  |

Premios del Sindicato de Actores
| Año  | Premio                           | Categoría                             | Película         | Resultado | Resultado |
| ---- | -------------------------------- | ------------------------------------- | ---------------- | --------- | --------- |
| 2006 | Premios del Sindicato de Actores | Mejor actor de televisión o miniserie | Elizabeth I      | Ganador   |           |
| 2009 | Premios del Sindicato de Actores | Mejor actor de televisión o miniserie | Georgia O'Keeffe | Nominado  |           |
| 2013 | Premios del Sindicato de Actores | Mejor actor de televisión o miniserie | The Hollow Crown | Nominado  |           |

Premio Europa de Teatro
2017 - XVI Premio Europa de Teatro